# Simone Chambelland
Simone Chambelland Lachapelle (París, Francia, 14 de julio de 1911 - Santiago, Chile, marzo de 2012) fue una pintora, grabadora, ceramista, orfebre, poeta y artista visual franco-chilena.

## Biografía
Realizó sus estudios en la Escuela de París y en la Académie de la Grande Chaumière. Se radicó en Chile en 1935, en donde ingresó a la Escuela de Bellas Artes de la Universidad de Chile y participó en cursos de grabado en la época fundacional del Taller 99.
Se desempeñó como profesora de dibujo y pintura en diversos institutos chilenos.

## Obra
Su llegada al continente americano causó en ella tal impresión, que motivó la realización de una serie de obras inspiradas principalmente en el altiplano boliviano: 

Yo venía de Europa, donde todo estaba reglamentado; hasta el paisaje ordenado por el hombre. Me admiré de la Naturaleza que vi aquí
Simone Chambelland, El Mercurio, 5 de septiembre de 1986.

Ejecutó estas obras bajo el alero de la abstracción y puso especial atención en la composición y equilibrio obtenido entre forma, ritmo y color. En esta etapa de su trabajo plástico, Simone Chambelland se destacó por sus atmósferas melancólicas, con figuras sintéticas y colores planos.
Más adelante, centró su labor artística en el área de la gráfica, donde desarrolló una serie de grabados relacionados con el diseño de objetos espaciales, como máquinas y artillería, en un evidente guiño a la carrera espacial que dio contexto a su época, y al temor de la destrucción humana por su propia mano: 

La amenaza de las armas nucleares es algo concreto. El cielo ya no está solo, está lleno de ellas. Antes, él era el cielo del misterio de la Luna. Hoy está cubierto por artefactos y aviones
Simone Chambelland, El Mercurio, 5 de septiembre de 1986.

Sus grabados han sido revitalizados recientemente al alero de la 11 Bienal de Artes Mediales, instancia en que sus obras dialogan con la tecnología, la ciencia y el arte contemporáneo. 